# Fahne und Wappen des Kantons Obwalden
Die Fahne und das Wappen des Kantons Obwalden zeigen einen unten rot, oben weiss gefärbten Schlüssel in umgekehrtem Farbhintergrund. Der Schlüsselbart zeigt immer nach oben und gegen die Fahnenstange. Die Kantonsfarben sind Rot und Weiss.
Das Wappen besteht seit 1816; zuvor führte Obwalden einen einfach in rot und weiss geteilten Schild, identisch mit dem Wappen Solothurns. Die heute geläufige Darstellung des Schlüssels datiert auf 1929.
Von 1815 bis 1998 war Obwalden Halbkanton des Kantons Unterwalden, mit der neuen Bundesverfassung von 1999 wird Obwalden neu als Kanton bezeichnet und das Wappen Obwaldens entsprechend in den Rang eines Schweizer Kantonswappens erhoben.

## Blasonierung
Das Wappen besteht aufgrund eines Entscheids der Tagsatzung von 1816. Es existiert keine offizielle Blasonierung mit Gesetzescharakter. Die Blasonierung zum Wappen laut Mühlemann (1991) lautet:
Geteilt von Rot und Silber, mit einem Schlüssel in gewechselten Tinkturen.

## Geschichte
Die Geschichte des Wappens und der Fahne Obwaldens ist eng verflochten mit dem Kanton Nidwalden. Obwalden und Nidwalden bildeten zusammen Unterwalden und waren unter einem gemeinsamen Banner einer der Acht Alten Orte, waren aber seit dem 14. Jahrhundert intern getrennt als zwei unabhängige Talschaften.

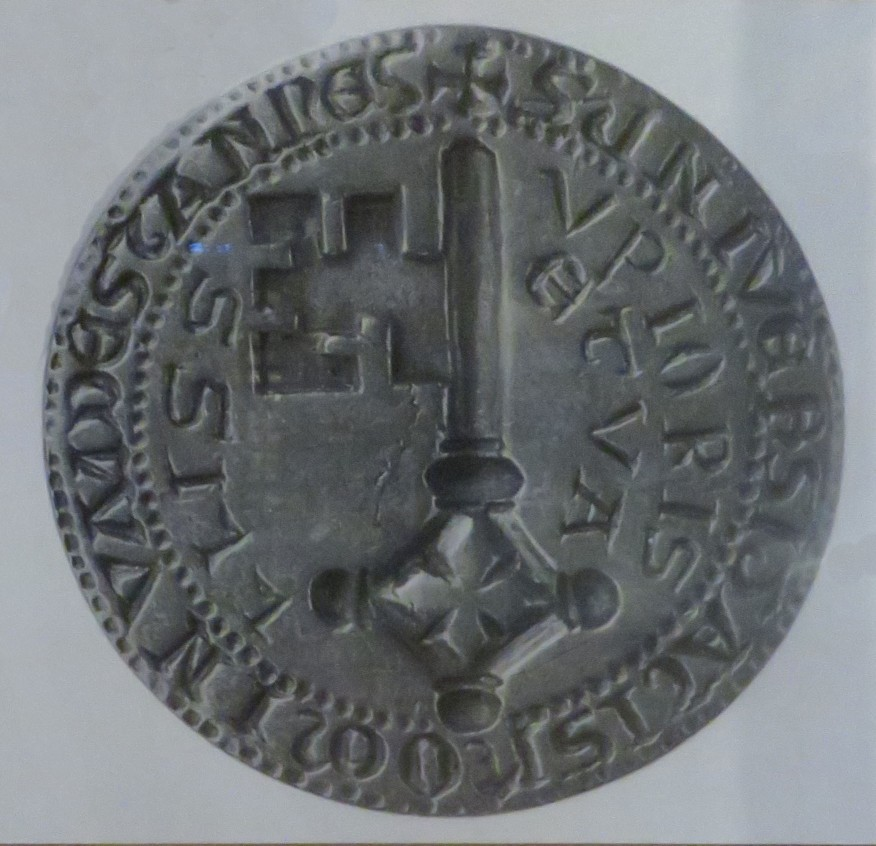
Das Siegel von Unterwalden mit der ergänzten Inschrift et vallis superioris

Bereits um 1240 hatten die Kirchgenossen von Stans ein Siegel mit der Inschrift S. Universitatis Hominum de Stannes (deutsch: Siegel der gemeinsamen Bewohner von Stans) und einem einfachen Schlüssel, dem Attribut ihres Kirchenpatrons Petrus. Da Unterwalden kein eigenes Landessiegel hatte, wurde dieses Stanser Kirchensiegel genommen und mit der lateinischen Siegelumschrift et vallis superioris (deutsch: und des oberen Tals) ergänzt. Mit diesem Siegel wurden unter anderem der Bundesbrief von 1291 und der Morgartenbrief von 1315 gesiegelt. Es wurde bis ins 16. Jahrhundert als Siegel Unterwaldens für alle Urkunden verwendet, die Ob- und Nidwalden gemeinsam als eidgenössischer Ort besiegelten. Seit der Mitte des 14. Jahrhunderts, als Nidwalden ein eigenes Siegel hatte, wurde dieses Siegel auch als Standessiegel von Obwalden verwendet. Das Siegel wurde stets vom Obwaldner Landammann verwahrt und wird heute im Obwaldner Staatsarchiv im Sarner Hexenturm aufbewahrt.
Wichtig für die Fahnengeschichte beider Talschaften ist das Nidwaldner Fahnenbuch von 1741, eine Aufstellung der damals bekannten Feldzeichen zusammen mit der Überlieferung zu ihrer Herkunft und Bedeutung.
Dabei ist das älteste erhaltene Banner Unterwaldens, heute im Besitz Nidwaldens, vermutlich ursprünglich ein Obwaldner Feldzeichen aus den Burgunderkriegen, laut dem Verzeichnis von 1741 ausserdem auch an der Schlacht bei Kappel geführt. In den Feldzügen der Alten Eidgenossenschaft mussten die Nidwaldner ihr Banner dem Obwaldner Banner "unterschlagen", und das Banner Obwaldens galt als Banner von Unterwalden innerhalb der Eidgenossenschaft.
Dieses Banner war einfach in rot und weiss geteilt, mit dem eidgenössischen schwebenden weissen Kreuz im roten Feld.

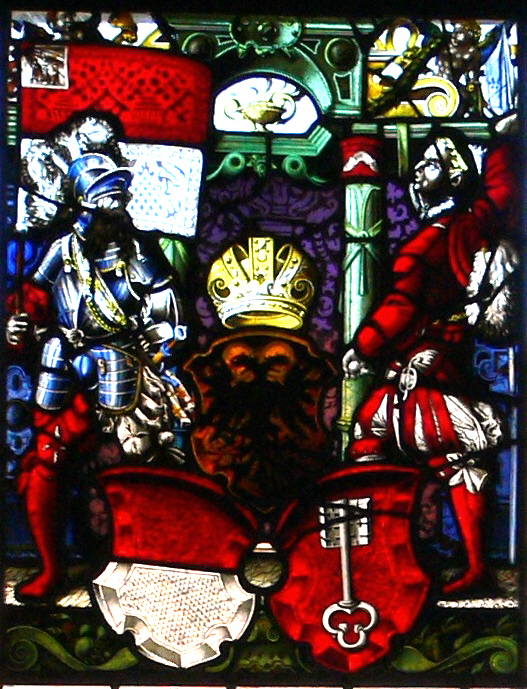
Standesscheibe von Unterwalden (1501; Kopie von 1900)

Belege für das rot-weisse Unterwaldner Banner, die vor das 15. Jahrhundert zurückgingen, fehlen; es spricht aber auch nichts dagegen, dass das Banner, ähnlich wie das Banner von Uri, auf das 14. oder gar das späte 13. Jahrhundert zurückgehen könnte. In der Tschachtlanchronik (um 1470) ist das Unterwaldner Banner im eidgenössischen Lager vor Arbedo (1422) dargestellt.
Unterwalden (Unterwalden Ob und Nyd dem Kernwald) erhielt 1487 von König Maximilian ein Bannerprivileg, das ihnen erlaubte, auf ihrem Banner das Bild des Gekreuzigten mit Maria und Johannes  zu führen.
Das Juliusbanner von 1512 ist erhalten (aufbewahrt im Rathaus Sarnen). Zusätzlich zur Abbildung des Gekreuzigten mit Maria und Johannes im Eckquartier hat dieses Banner in der Mitte des oberen (roten) Feldes die reich gestickte und applizierte Figur des heiligen Petrus (Gesicht und Hände sind gemalt). Petrus steht auf blumigem Wiesengrund, er trägt ein blaues Gewand mit grünlichen Ärmeln und hellrot gefüttertem gelben Mantel. In seiner Rechten hält er einen silbernen Doppelschlüssel mit goldenem Griff. In dieser Figur erscheint der Schlüssel Petri aus dem Siegel Unterwaldens zum ersten Mal auf einem Banner und wird erstmals als Doppelschlüssel dargestellt. Andere Banner Obwaldens sind nicht erhalten, bloss einige rot-weisse Landesfahnen aus dem 16. bis 18. Jahrhundert.
In den Standesscheiben des 16. Jahrhunderts wird Unterwalden das rot-weisse Obwaldner Banner gezeigt (mit Kreuzigungsszene im Eckquartier, aber ohne die Figur Petri aus dem Juliusbanner), zusammen mit zwei Wappenschilden, ein einfach in rot und weiss geteiltes Wappen für Obwalden, und der weisse Doppelschlüssel im roten Feld für Nidwalden.

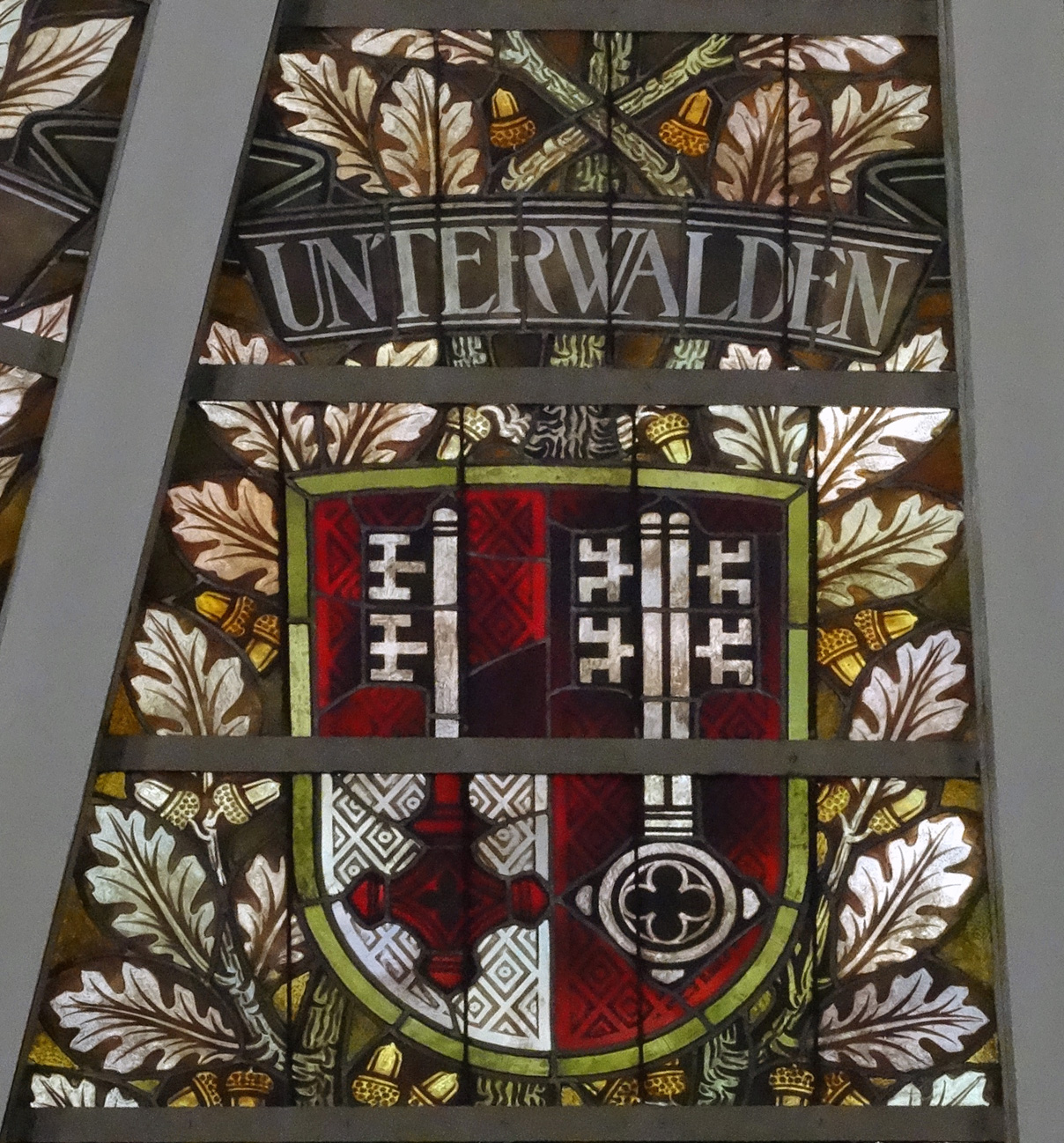
Das Kantonswappen Unterwaldens als Glasmalerei in der Kuppel des Bundeshauses (1901)

Der (einbärtige) Schlüssel erscheint einmalig um das Jahr 1729/31, in der Supraporta über dem Haupteingang des Rathauses. Dabei wurde die alte Form des Wappens mit dem Schlüssel ergänzt. Diese Darstellung fand keine weitere Verwendung bis zum Jahr 1816, als das Wappen mit einbärtigem Schlüssel in einem Abkommen mit Nidwalden festgelegt wurde (Vergleich vom 12. August 1816).
Als Kanton der restaurierten Eidgenossenschaft führte Unterwalden seit 1816 das zweigeteilte Wappen mit den Wappen der beiden Halbkantone, das Wappen Obwaldens heraldisch rechts und das Wappen Nidwaldens heraldisch links.
Bis 1929 wurde der Schüssel meist mit einem rechteckigen Griff dargestellt, in Anlehnung an die Darstellung im Siegel von 1240.
Einflussreich wurde die Neufassung des Berner Heraldikers Rudolf Münger, die am 29. Juli 1929 gegenüber der Bundeskanzlei gutgeheissen wurde und damit zur geschützten Fassung erklärt wurde. Der Schlüssel weist nun einen dreiteiligen gerundeten Griff auf, der Schlüsselbart ist spiegelsymmetrisch und verweist auf die Darstellung des Gekreuzigten mit Maria und Johannes im alten Bannerprivileg, indem in der Längsseite des Barts ein Kreuz flankiert von zwei kürzeren Einschnitten erscheinen (dieselbe Symbolik weist auch die moderne Form des Nidwaldner Wappens, in Gebrauch seit 1944, auf).
Die Fassung Müngers fand 1942 Eingang in Robert Maders Die Fahnen und Farben der Schweiz und schliesslich 1948 in das eidgenössische Staatssiegel.
Die Kantonsregierung hat die Fassung von 1929, «in dem der Schlüssel einen Rundgriff aufweist», schliesslich im Jahr 1951 bestätigt.
Der Regierungsrat des Kantons Obwalden hat im Dezember 2008 ein neues Erscheinungsbild der kantonalen Schriftstücke beschlossen. Dabei wurde auch ein neues Kantonslogo definiert, das insbesondere auf einer «zeitgemässeren Neuzeichnung des Kantonswappens beruht, welche weder die Anordnung und die heraldischen Farben noch die Wappenbestandteile in ihrem Gehalt verändern». Es wurden dabei auch die Proportionen des Wappens leicht überarbeitet.